# Imogen Poots
Imogen Gay Poots (Londres, 3 de junho de 1989) é uma atriz britânica. Ela é mais conhecida pelos seus papéis como Ellie Andrews em That Awkward Moment, Isabella Patterson em She's Funny That Way, Amy Peterson em Fright Night, Tammy em 28 Weeks Later, Linda Keith em Jimi: All Is by My Side, Debbie Raymond em The Look of Love e Julia Maddon em Need for Speed.

## Biografia
Poots nasceu no Queen Charlotte's and Chelsea Hospital em Hammersmith, Londres, filha de Trevor Poots, um produtor de atualidades da televisão de Belfast, Irlanda do Norte, e Fiona Goodall, jornalista e trabalhadora voluntária de Bolton, Inglaterra. Ela tem um irmão mais velho, Alex, que é modelo.
Criada em Chiswick, oeste de Londres, Poots teve educação privada, frequentando a Bute House Preparatory School for Girls em Brook Green, a Queen's Gate School em South Kensington e a Latymer Upper School em Hammersmith. Enquanto pretendia se tornar uma cirurgiã veterinária, ela começou a passar os sábados em um workshop de improvisação organizado pela Young Blood Theatre Company no Riverside Studios em Hammersmith. Ela abandonou sua aspiração de carreira original após desmaiar ao ver uma cirurgia veterinária durante a experiência de trabalho. Obtendo três notas A no nível A, ela ganhou uma vaga no Courtauld Institute of Art em 2008, mas teve que ser adiada por dois anos para seguir carreira de atriz.

## Carreira
Poots apareceu pela primeira vez em um episódio de Casualty e teve um papel sem fala em V de Vingança, mas ela era desconhecida quando, aos 17 anos, Juan Carlos Fresnadillo a escalou para o filme de terror 28 Weeks Later. Desde então, ela apareceu em filmes como Cracks, Centurion e como protagonista feminina no remake de Fright Night de 2011 ao lado de Anton Yelchin. Embora Poots nunca tenha treinado formalmente como atriz, de acordo com Giles Hattersley, ela desenvolveu suas habilidades de atuação através de um aprendizado prático que pode ter sido útil para ela, já que ela é "irresistivelmente natural" na frente das câmeras.
Em 2011, ela foi escolhida pela grife Chloé para aparecer em uma campanha de sua fragrância homônima fotografada por Inez van Lamsweerd e Vinoodh Matadin. Em 2012, ela foi selecionada para estrelar uma campanha publicitária dirigida por Sofia Coppola para uma colaboração entre a marca de moda Marni e a varejista H&M.
Em 2012, Poots interpretou a jovem violinista Alexandra Gelbart ao lado de Catherine Keener e Philip Seymour Hoffman em A Late Quartet. Em 2013, ela apareceu em Greetings from Tim Buckley, Filth e The Look of Love. Em 2014, Poots estrelou a comédia romântica That Awkward Moment e o filme de ação Need for Speed, uma adaptação da série de videogames e interpretou Jess no filme A Long Way Down. Em 2015, ela apareceu em She's Funny That Way com Jennifer Aniston e Knight of Cups com Cate Blanchett, e foi escalada para a adaptação do romance Beautiful Ruins de Jess Walter. Ela retratou Linda Keith na cinebiografia de Jimi Hendrix Jimi: All Is by My Side, ao lado de André Benjamin como Hendrix. Ela se reuniu com Yelchin para Green Room em 2015.
Em 2016, ela estrou como Kelly Ann na série Roadies do Showtime. Em 2017, ela interpretou Honey no Who's Afraid of Virginia Woolf? de Albee que foi transmitido pelo National Theatre Live em 18 de maio de 2017 no Harold Pinter Theatre no London West End theatre. Também naquele ano, Poots estrelou a peça de Amy Herzog Belleville no Donmar Warehouse, contracenando com James Norton.

## Filmografia

### Filme
| Ano  | Título                             | Função             | Notas          |
| ---- | ---------------------------------- | ------------------ | -------------- |
| 2005 | V for Vendetta                     | Jovem Valerie Page |                |
| 2007 | 28 Weeks Later                     | Tammy Harris       |                |
| 2007 | Wish                               | Jane               | curta-metragem |
| 2008 | Me and Orson Welles                | Lorelei Lathrop    |                |
| 2009 | Cracks                             | Poppy              |                |
| 2009 | Waking Madison                     | Alexis             |                |
| 2009 | Solitary Man                       | Allyson Karsch     |                |
| 2010 | Centurion                          | Arianne            |                |
| 2010 | Chatroom                           | Eva                |                |
| 2011 | Jane Eyre                          | Blanche Ingram     |                |
| 2011 | Fright Night                       | Amy Peterson       |                |
| 2011 | Comes a Bright Day                 | Mary Bright        |                |
| 2012 | A Late Quartet                     | Alexandra Gelbart  |                |
| 2013 | Greetings from Tim Buckley         | Allie              |                |
| 2013 | Jimi: All Is by My Side            | Linda Keith        |                |
| 2013 | Filth                              | Amanda Drummond    |                |
| 2013 | The Look of Love                   | Debbie Raymond     |                |
| 2014 | That Awkward Moment                | Ellie Andrews      |                |
| 2014 | A Long Way Down                    | Jess Crichton      |                |
| 2014 | Need for Speed                     | Julia Maddon       |                |
| 2014 | She's Funny That Way               | Isabella Patterson |                |
| 2015 | Knight of Cups                     | Della              |                |
| 2015 | Green Room                         | Amber              |                |
| 2015 | A Country Called Home              | Ellie              |                |
| 2016 | Frank & Lola                       | Lola               |                |
| 2016 | Popstar: Never Stop Never Stopping | Ashley Wednesday   |                |
| 2016 | Killing for Love                   | Elizabeth Haysom   | Voz            |
| 2017 | Have Had                           | Grace              | curta-metragem |
| 2017 | Sweet Virginia                     | Lila               |                |
| 2017 | Mobile Homes                       | Ali                |                |
| 2017 | I Kill Giants                      | Karen              |                |
| 2018 | Age Out                            | Joan               |                |
| 2019 | The Art of Self-Defense            | Anna               |                |
| 2019 | Vivarium                           | Gemma              |                |
| 2019 | Castle in the Ground               | Ana                |                |
| 2019 | Black Christmas                    | Riley Stone        |                |
| 2020 | The Father                         | Laura              |                |
| 2020 | French Exit                        | Susan              |                |

### Televisão
| Ano  | Título                   | Função              | Notas                          |
| ---- | ------------------------ | ------------------- | ------------------------------ |
| 2004 | Casualty                 | Alice Thornton      | Episódio: "Love Bites"         |
| 2008 | Miss Austen Regrets      | Fanny Austen-Knight | Filme para televisão           |
| 2010 | Bouquet of Barbed Wire   | Prue Sorenson       | Minisséries de televisão       |
| 2010 | Christopher and His Kind | Jean Ross           | Filme para televisão           |
| 2016 | Roadies                  | Kelly Ann Mason     | Papel principal (10 episódios) |
| 2020 | I Know This Much Is True | Joy Hanks           | Papel recorrente (3 episódios) |
| 2022 | Outer Range              | Autumn              |                                |

## Prêmios e indicações
| Ano  | Elogio                                     | Categoria | Trabalho nomeado                | Resultados | Ref.   |
| ---- | ------------------------------------------ | --- | ------------------------------- | ---------- | ------ |
| 2007 | British Independent Film Award             | Novato mais promissor                                                                                               | 28 Weeks Later                  | Indicado   |        |
| 2011 | Alliance of Women Film Journalists Award   | A diferença de idade mais notória entre o homem principal e o interesse amoroso (compartilhado com Michael Douglas) | Solitary Man                    | Venceu     |        |
| 2012 | Hamptons International Film Festival Award | Performer revolucionário                                                                                            | Knight of Cups                  | Venceu     |        |
| 2013 | British Independent Film Award             | Melhor atriz coadjuvante                                                                                            | The Look of Love                | Venceu     |        |
| 2016 | Fright Meter Award                         | Melhor atriz coadjuvante                                                                                            | Green Room                      | Indicado   |        |
| 2018 | Laurence Olivier Award                     | Melhor atriz coadjuvante                                                                                            | Who's Afraid of Virginia Woolf? | Indicado   | [ 20 ] |